# Jerry Dixon
Jerry Lawrence Dixon (15 de septiembre de 1967) es un músico estadounidense de hard rock.
tiene una hija Stephanie Dixon con su esposa Vene Arcoraci Dixon y
Tiene un hijo Grady Dixon con su Exesposa Susan Ashley

## Carrera
Inició tocando el bajo a la edad de 14 años. Sus principales influencias musicales fueron los bajistas Geezer Butler (Black Sabbath) y Rudy Sarzo (Quiet Riot, Ozzy Osbourne).